# Vasili Makárov
Vasili Pávlovich Makárov (en ruso: Василий Павлович Макаров; 12 de febrero de 1935-2003) fue un deportista soviético que compitió en biatlón. Ganó una medalla de plata en el Campeonato Mundial de Biatlón de 1965, en la prueba por equipos.

## Palmarés internacional
| Campeonato Mundial | Campeonato Mundial | Campeonato Mundial | Campeonato Mundial |
| Año                | Lugar              | Medalla            | Prueba             |
| ------------------ | ------------------ | ------------------ | ------------------ |
| 1965               | Elverum (Noruega)  | Medalla de plata   | Equipo             |